# Seznam evroposlancev iz Madžarske (2004–2009)
Seznam evroposlancev iz Madžarske' v mandatu 2004-2009.

## Seznam

### B
- Etelka Barsiné Pataky, Fidesz - Madžarska civilna zveza (Evropska ljudska stranka - Evropski demokrati)
- Zsolt László Becsey, Fidesz - Madžarska civilna zveza (Evropska ljudska stranka - Evropski demokrati)

### D
- Antonio De Blasio, Fidesz - Madžarska civilna zveza (Evropska ljudska stranka - Evropski demokrati)
- Alexandra Dobolyi, Madžarska socialistična stranka (Stranka evropskih socialistov)

### F
- Szabolcs Fazakas, Madžarska socialistična stranka (Stranka evropskih socialistov)

### G
- Kinga Gál, Fidesz - Madžarska civilna zveza (Evropska ljudska stranka - Evropski demokrati)
- Béla Glattfelder, Fidesz - Madžarska civilna zveza (Evropska ljudska stranka - Evropski demokrati)
- Zita Gurmai, Madžarska socialistična stranka (Stranka evropskih socialistov)
- András Gyürk, Fidesz - Madžarska civilna zveza (Evropska ljudska stranka - Evropski demokrati)

### H
- Gábor Harangozó, Madžarska socialistična stranka (Stranka evropskih socialistov)
- Gyula Hegyi, Madžarska socialistična stranka (Stranka evropskih socialistov)
- Edit Herczog, Madžarska socialistična stranka (Stranka evropskih socialistov)

### J
- Lívia Járóka, Fidesz - Madžarska civilna zveza (Evropska ljudska stranka - Evropski demokrati)

### K
- Magda Kósáné Kovács, Madžarska socialistična stranka (Stranka evropskih socialistov)

### L
- Katalin Lévai, Madžarska socialistična stranka (Stranka evropskih socialistov)

### M
- Viktória Mohácsi, Združenje svobodnih demokratov (Skupina zavezništva liberalcev in demokratov za Evropo)¹

### O
- Péter Olajos, Madžarski demokratični forum (Evropska ljudska stranka - Evropski demokrati)
- Csaba Őry, Fidesz - Madžarska civilna zveza (Evropska ljudska stranka - Evropski demokrati)

### S
- Pál Schmitt, Fidesz - Madžarska civilna zveza (Evropska ljudska stranka - Evropski demokrati)
- György Schöpflin, Fidesz - Madžarska civilna zveza (Evropska ljudska stranka - Evropski demokrati)
- László Surján, Fidesz - Madžarska civilna zveza (Evropska ljudska stranka - Evropski demokrati)
- József Szájer, Fidesz - Madžarska civilna zveza (Evropska ljudska stranka - Evropski demokrati)
- István Szent-Iványi, Združenje svobodnih demokratov (Skupina zavezništva liberalcev in demokratov za Evropo)

### T
- Csaba Sándor Tabajdi, Madžarska socialistična stranka (Stranka evropskih socialistov)